# نيك هاين
نيك هاين (بالألمانية: Nick Hein؛ مواليد 24 أبريل 1984) هو مُقاتل فنون قتالية مختلطة ألماني.

## وصلات خارجية
- نيك هاين على موقع الفيدرالية الدولية للجودو (الإنجليزية)
- نيك هاين على موقع JudoInside.com (الإنجليزية)
- نيك هاين على موقع يو إف سي (الإنجليزية)
- نيك هاين على موقع شيردوغ (الإنجليزية)
- نيك هاين على موقع Tapology.com (الإنجليزية)
- نيك هاين على موقع قاعدة بيانات المصارعة على الإنترنت (الإنجليزية)
- نيك هاين على موقع IMDb (الإنجليزية)